# Городские населённые пункты Ингушетии
Ингушетия включает 5 городских населённых пунктов — все они города со статусом республиканского значения, в рамках организации местного самоуправления образующие отдельные городские округа.

## Города
| № | название  | город республиканского значения | население (чел.) | основание первое упоминание | статус города | герб | прежние названия                                                             |
| - | --------- | ------------------------------- | ---------------- | --------------------------- | ------------- | ---- | ---------------------------------------------------------------------------- |
| 1 | Карабулак | город Карабулак                 | ↗44 643          | 1859                        | 1995          |      | Карабулакская (до 1962)                                                      |
| 2 | Магас     | город Магас                     | ↗19 199          | 1995                        | 2000          |      |                                                                              |
| 3 | Малгобек  | город Малгобек                  | ↗38 704          | 1934                        | 1939          |      | Вознесенское (до 1934)                                                       |
| 4 | Назрань   | город Назрань                   | ↗127 994         | 1781                        | 1967          |      | Коста-Хетагурово (1944—1959)                                                 |
| 5 | Сунжа     | город Сунжа                     | ↗63 378          | 1845                        | 2016          |      | Сунженская (до 1852), Слепцовская (1852—1939), Орджоникидзевская (1939—2016) |

## Посёлки городского типа
Посёлки городского типа в Ингушетии отсутствуют с 2016 года. 

### Бывшие пгт
- Карабулак — пгт с 1962 года (ранее — станица Карабулакская). Преобразован в город в 1995 году[5].
- Малгобек — пгт с 1934 года (ранее — село Вознесенское). Преобразован в город в 1939 году.
- Сунжа — пгт Орджоникидзевская с июня 2015 года. Ранее — станица Сунженская (до 1852), станица Слепцовская (1852-1939), станица Орджоникидзевская (1939-2015). Переименован в Сунжу в феврале 2016 года. Преобразован в город в декабре 2016 года.